# Hrvatski narodni otpor
Der Hrvatski narodni otpor (ursprünglich Hrvatski narodni odpor; kroatisch für Kroatischer Nationaler Widerstand oder Kroatischer Volkswiderstand), kurz HNOtpor oder auch HNO, war eine 1955 gegründete weltweit aktive rechtsextreme terroristische Organisation von Exilkroaten mit Hauptsitz in Spanien. Nach der Unabhängigkeit Kroatiens wurde die Organisation in den 1990er-Jahren offiziell aufgelöst.
Die regionale Teilorganisation des HNOdpor in der Bundesrepublik Deutschland war seit 1967 als Ausländerverein mit Namen Kroatischer Verein Drina e. V. angemeldet und wurde 1976 verboten. Nach Einschätzung des Bundesamtes für Verfassungsschutz handelte es sich beim HNOdpor um eine militant-nationalistische Emigrantenorganisation, die in ihrer seit Frühjahr 1975 in der Bundesrepublik erscheinenden Zeitschrift OTPOR Gewaltparolen verbreite.
Der HNOdpor ist nicht zu verwechseln mit dem Hrvatski narodni odbor (Kroatisches Nationalkomitee), kurz HNO, das 1950 von Branimir Jelić (1905–1972) gegründet wurde und mit Sitz in West-Berlin bzw. später München bis in die 1980er-Jahre in Westeuropa aktiv war.

## Geschichte
Nach Überzeugung des Bundesverwaltungsgerichtes wurde der HNOdpor im Jahr 1944 von dem Ustascha-General und KZ-Kommandanten Vjekoslav Luburić (1914–1969) gegründet und aus dessen Exil in Spanien geführt. Auf dieses Gründungsjahr berief sich die Organisation selbst, unter dem Hinweis die HNOdpor sei 1944 als Guerrilla-Organisation für den Kampf gegen die kommunistischen Tito-Partisanen konzipiert worden (vgl. Križari). Militärische Operationen hätten die Realisierung jedoch verhindert, sodass die Organisation erst 1955 in der Emigration gegründet worden sei.
1972 brachten drei HNOtpor-Mitglieder unter Tomislav Rebrina (1936–2013) den schwedischen Scandinavian-Airlines-Systems-Flug 130 von Göteborg nach Stockholm in ihre Gewalt und zwangen ihn zur Landung in Madrid (Spanien). Die Entführung der Douglas DC-9 „Gunder Viking“ wurde als Flugzeugentführung von Bulltofta (schwedisch Flygkapningen på Bulltofta) bekannt.
In einer Rede zur Eröffnung der zur Bildung einer einheitlichen Führung für den Bereich Europa einberufenen kontinentalen Tagung des HNOdpor im Juni 1974 hieß es:

„Der Kroatische National-Widerstand ist eine militärisch-revolutionäre Bewegung, und darum muß in unseren Reihen Disziplin und Gehorsam herrschen. Wir, die hier versammelt sind, sowie jene, die wir vertreten, folgen den Spuren unseres unsterblichen Befehlshabers General Drinjanin [d. i. Luburić] so lange, bis wir unser Ziel erreicht haben. [...] Jener, der nicht auf seinen Vorgesetzten hört, ist kein Widerständler. Bei uns gibt es weder einen linken, noch einen rechten Flügel des Widerstandes. Es existiert nur ein einziger Kroatischer National-Widerstand und zwar der, den der verstorbene General L.[uburić] im Jahre 1944 in Kroatien, in Ivan Planina, gründete. Der Kroatische National-Widerstand hat seine Hierarchie und Führungsspitze, den Hauptstab, dem wir unser volles Vertrauen entgegenbringen und als Soldaten zur Verfügung stehen.“

Nach dem gewaltsamen Tod von Luburić teilte sich der HNOdpor anlässlich seiner Weltparlaments-Sitzung in Toronto (Kanada) vom 31. Oktober bis 2. November 1974 in zwei rivalisierende Verbände. Beide Verbände sahen sich als mit dem ursprünglichen Verband identisch und verstanden sich als einzig legitimen Nachfolger der Tätigkeit von Luburić.
Der in Westdeutschland seit 1967 angemeldete Ausländerverein Kroatischer Verein Drina e. V. (Hrvatsko društvo „Drina“) bildete gewissermaßen den Landesverband des durch die Teilung entstandenen HNOdpor-Verbandes mit Sitz in Spanien und soll bereits vor seiner amtlichen Anmeldung tätig gewesen sein. Ihr Führer war der in Köln lebende Terrorist Stjepan Bilandžić. Diese Teilorganisation des HNOdpor wurde am 1. Juni 1976 von Bundesinnenminister Werner Maihofer verboten, da diese die innere Sicherheit der Bundesrepublik Deutschland gefährde. Die Verbote wurden durch ein Urteil des Bundesverwaltungsgerichtes vom 25. Januar 1978 bestätigt. Nach dem Verbot verlegten die Anhänger der HNOdpor den Schwerpunkt ihrer Tätigkeit ins Ausland. Die Zeitschrift OTPOR wurde vom Ausland aus an die ehemaligen HNOdpor-Mitglieder in Westdeutschland verschickt.

## Organisation
Spätestens seit der Teilung 1974 verstand sich der HNOdpor mit Sitz in Spanien als militärisch strukturierter Verband und dementsprechend gründete der hierarchische Aufbau der Gesamtorganisation auf dem militärischen Prinzip von Befehl und Gehorsam. Die Mitglieder wurden mit militärischen Dienstgraden benannt und bedienten sich militärischer Grußformen. Der HNOdpor wurde von einem „Befehlshaber“ (der Luburićs Decknamen „Drinjanin“ weiterführte) geleitet und gliederte sich in ein „Hauptquartier“ (Glavni stan) dem die kontinentalen Bereiche Nordamerika, Südamerika, Kanada, Europa und Australien unterstanden. Diesen kontinentalen Bereichen unterstanden die Landesverbände, denen wiederum die örtlichen Abteilungen (ogranak) unterstanden. Weiterhin waren dem „Hauptquartier“ als überregionale Einrichtungen des Gesamtverbandes die Redaktion des Verbandsorgans OBRANA (= Abwehr, Verteidigung) und eine mit dem Decknamen „Janka Pusta“ bezeichnete Ausbildungseinrichtung unter einem „Oberst“ (pukovnik) angeschlossen.

## Quelle
- Bundesverwaltungsgericht: Urteil vom 25. Januar 1978, Az.: BVerwG 1 A 4.76. (jurion.de).